# Les voleurs du Marsupilami
Les voleurs du Marsupilami (Brasil: O Roubo do Marsupilami / Portugal: Os Ladrões do Marsupilami) é o quinto álbum da série regular de quadrinhos franco-belga dos personagens Spirou e Fantásio. A história foi escrita e desenhada por Franquin publicado nas edições 728 a 762 do Jornal Spirou em 1952 e publicado no formato álbum em 1954.

O arco segue os acontecimentos do álbum Spirou et les héritiers. Na história, Spirou e Fantásio voltam de sua viagem à floresta de Palombia junto com Marsupilami, tendo entregue o animal a um zoológico, mas eles se arrependem disso e decidem libertá-lo de volta em sua terra natal. A edição brasileira do álbum, lançada em 2016 pela SESI-SP Editora, ganhou o 29º Troféu HQ Mix na categoria "melhor publicação infantil".